# Hymenostomum subrostellatum
Hymenostomum subrostellatum är en bladmossart som beskrevs av W. P. Schimper och Bescherelle 1882. Hymenostomum subrostellatum ingår i släktet Hymenostomum och familjen Pottiaceae. Inga underarter finns listade i Catalogue of Life.